# Esterbrook, Wyoming
Esterbrook är en ort (census-designated place) i Converse County i centrala delen av den amerikanska delstaten Wyoming. Befolkningen uppgick till 52 personer vid 2010 års federala folkräkning.

## Geografi
Orten ligger på nordöstra sidan av bergskedjan Laramie Mountains, i det federala skogsreservatet Medicine Bow-Routt National Forest. Avståndet till countyts huvudort Douglas, Wyoming är omkring 50 kilometer norrut.

## Historia
Orten är uppkallad efter det lokala vattendraget Esterbrook Creek, som i sin tur uppkallades efter Esther Cooper, en av de första bosättarna i området.